# Ernest Cabo
Ernest Mesmin Lucien Cabo (* 15. Dezember 1932 in Sainte-Rose auf der Insel Guadeloupe; † 28. November 2019 in Basse-Terre) war ein französischer Geistlicher und römisch-katholischer Bischof von Basse-Terre et Pointe-à-Pitre.

## Leben
Ernest Cabo studierte Philosophie und Theologie am Großen Seminar von La Croix-Valmer und Toulouse. Er empfing am 4. Oktober 1964 die Priesterweihe für das Bistum Basse-Terre et Pointe-à-Pitre. Er war Pfarrer von Capesterre-Belle-Eau sowie Kaplan der Bewegung für ländliche Jugend (MRJC), der Bewegung von Christliche Jugendarbeiter (JOC) und die christliche PTT-Bewegung. 1972 wurde er Pfarrer von Sacré-Coeur in Pointe-à-Pitre, der größten Stadt im französischen Übersee-Département Guadeloupe.
Papst Johannes Paul II. ernannte ihn am 2. Juli 1983 zum Titularbischof von Bocconia und zum Weihbischof in Basse-Terre et Pointe-à-Pitre. Die Bischofsweihe spendete ihm der Apostolische Pro-Nuntius in Bahamas, Barbados, Jamaika und Trinidad und Tobago, Paul Fouad Naïm Tabet, am 6. November desselben Jahres; Mitkonsekratoren waren Gordon Anthony Pantin CSSp, Erzbischof von Port of Spain, und Siméon Oualli, Bischof von Basse-Terre et Pointe-à-Pitre. 
Am 2. Juli 1984 wurde er zum Bischof von Basse-Terre et Pointe-à-Pitre ernannt. Am 15. Mai 2008 nahm Papst Benedikt XVI. sein aus Altersgründen vorgebrachtes Rücktrittsgesuch an. Nach seiner Emeritierung lebte er in Gourbeyre.